# Kropps kyrka
Kropps kyrka är en kyrkobyggnad i Kropp. Den är församlingskyrka i Kropps församling i Lunds stift.

## Kyrkobyggnaden
Kyrkan byggdes i romansk stil troligen under förra hälften av 1200-talet. Senare under medeltiden tillkom kyrktornet. Under 1400-talet byggdes ett kryssvalv i koret och tre i långhuset. En korsarm vid norra sidan tillkom på 1700-talet. Tornet byggdes om 1823 och försågs med lanternin. En korsarm vid södra sidan tillkom år 1865 och samtidigt revs de medeltida valven. År 1931 eldhärjades kyrkan svårt. Vid dess återuppbyggande slogs nya takvalv och äldre inventarier som tidigare varit borttagna återfördes.
Fragment av kyrkans norra och södra portaler finns bevarade.

## Inventarier
- Altaruppsatsen är från 1668.
- Altartavlan är målad 1929 av Pär Siegård.
- Mässhake från 1680-talet.
- Läktarpredikstolen med baldakin är gjord 1616 av Statius Otto. Predikstolen har sju fält som visar bibliska berättelser allt från skapelsen till yttersta domen. En av inskrifterna är hämtad från Psaltaren 84 i Bibeln och lyder enligt Helge Åkesons Bibelöversättning: "Huru älskliga äro dina boningar, härskarors Jehová!"
- En dopfunt från 1100-talet har avyttrats till Lunds universitets historiska museum. Nuvarande dopfunt av ek är tillverkad 1666. Ett tillhörande dopfat av mässing är från 1500-talet. En silverskål är från 1727.

### Orgel
- 1873 byggde Knud Olsen, Köpenhamn en orgel med 6 stämmor.
- Den nuvarande orgeln byggdes 1950 av Th Frobenius & Co, Lyngby, Danmark och är en mekanisk orgel med ny fasad.

| Ryggpositiv I | Huvudverk II  | Pedal        | Koppel |
| Rörflöjt 8´   | Principal 8'  | Subbas 16´   | I/P    |
| Quintadena 8' | Gedackt 8'    | Principal 8' | II/P   |
| Principal 4'  | Oktava 4'     | Gedackt 8'   | I/II   |
| Gedackt 4'    | Rörflöjt 4'   | Oktava 4'    |        |
| Gemshorn 2'   | Quinta 2 2/3' | Nachthorn 2' |        |
| Nasat 1 1/3'  | Oktava 2'     | Fagott 16'   |        |
| Scharf 2 chor | Mixtur 4 chor |              |        |
| Krumhorn 8'   | Dulcian 16'   |              |        |
| Tremulant     |               |              |        |

### Webbkällor
- Åsbo Släkt- och Folklivsforskare
- Församlingen informerar om kyrkan